# Acompsogma
Acompsogma é um gênero de traça pertencente à família Agonoxenidae.